# شیب روان
شیب روان، روستایی در دهستان کهورستان بخش کهورستان شهرستان خمیر در استان هرمزگان ایران است.

## جمعیت
بر پایه سرشماری عمومی نفوس و مسکن در سال ۱۳۹۵، جمعیت این روستا برابر با ۹۷ نفر (۲۹ خانوار) بوده‌است.